# Joy (Illinois)
Joy és una vila al Comtat de Mercer (Illinois). Segons el cens del 2000 tenia 373 habitants. L'origen del toponim "Joy" prové del nom del president de la companyia ferroviària CB&Q, J. F. Joyv, quan es va fundar el 1869.

## Demografia
Segons el cens del 2000, Joy tenia 373 habitants, 156 habitatges, i 104 famílies. La densitat de població era de 342,9 habitants/km².
Dels 156 habitatges en un 32,1% hi vivien nens de menys de 18 anys, en un 54,5% hi vivien parelles casades, en un 9,6% dones solteres, i en un 33,3% no eren unitats familiars. En el 29,5% dels habitatges hi vivien persones soles el 13,5% de les quals corresponia a persones de 65 anys o més que vivien soles. El nombre mitjà de persones vivint en cada habitatge era de 2,39 i el nombre mitjà de persones que vivien en cada família era de 2,96.
Per edats la població es repartia de la següent manera: un 26,5% tenia menys de 18 anys, un 9,7% entre 18 i 24, un 27,3% entre 25 i 44, un 20,9% de 45 a 60 i un 15,5% 65 anys o més.
L'edat mediana era de 35 anys. Per cada 100 dones de 18 o més anys hi havia 91,6 homes.
La renda mediana per habitatge era de 36.625 $ i la renda mediana per família de 39.722 $. Els homes tenien una renda mediana de 32.232 $ mentre que les dones 25.500 $. La renda per capita de la població era de 14.201 $. Aproximadament el 12,7% de les famílies i el 18,6% de la població estaven per davall del llindar de pobresa.

## Poblacions properes
El següent diagrama mostra les poblacions més properes.